# Schröpfkopf

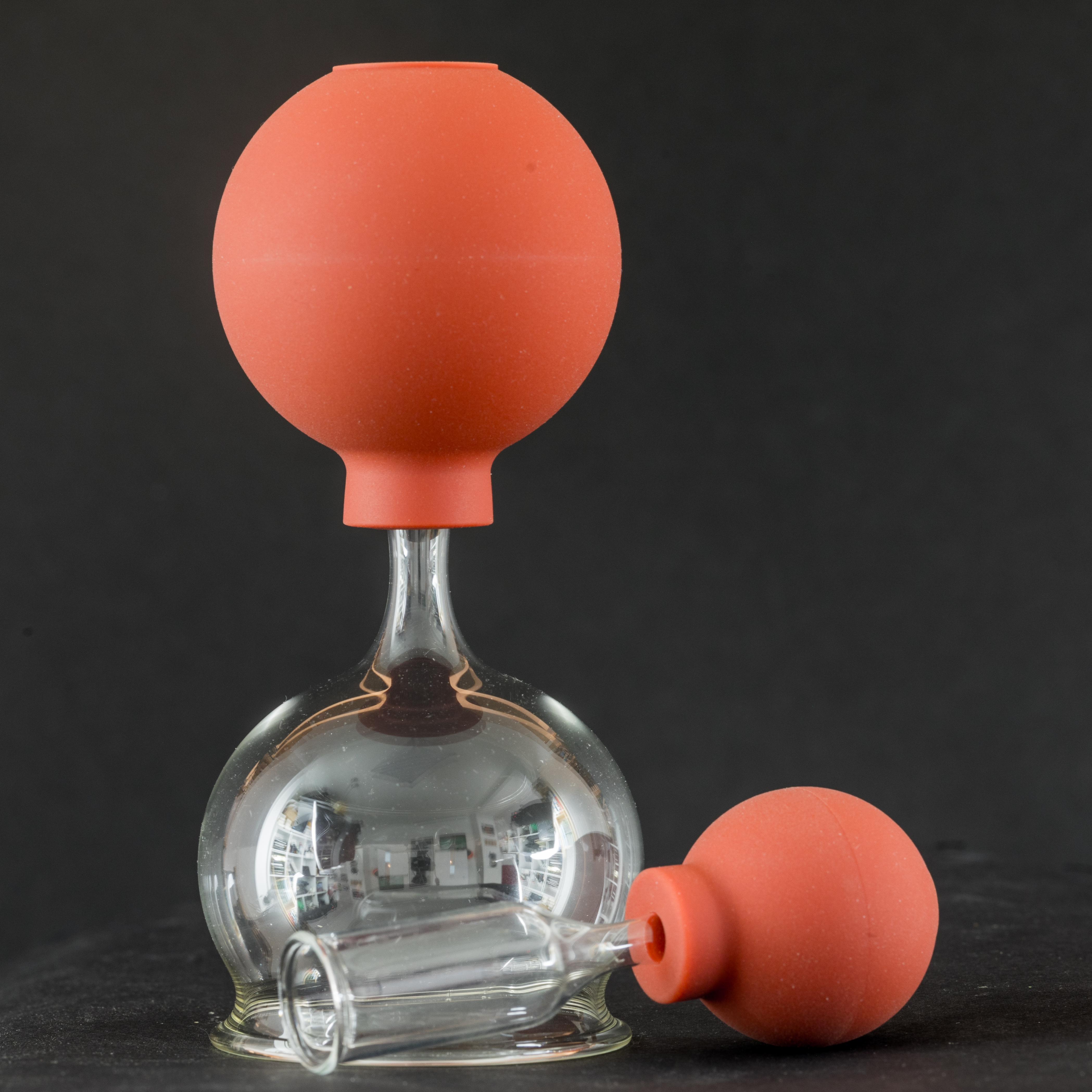
Zwei Schröpfköpfe mit Gummibalg

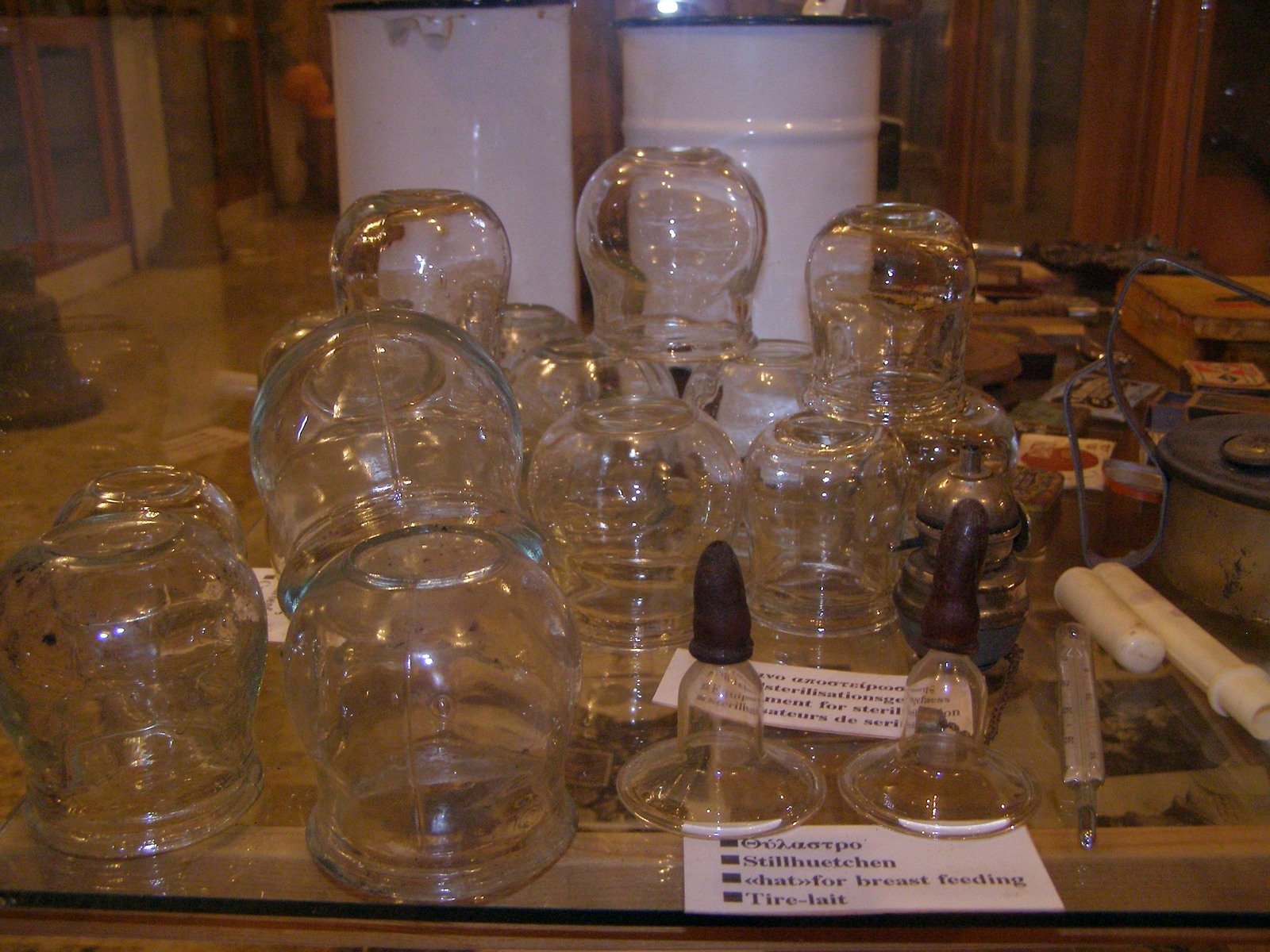
Schröpfköpfe im Museum von Asomatos (Kreta)

Ein Schröpfkopf ist ein alter Begriff aus der Medizin. Er stammt ab von mittelhochdeutsch schreffen, schrepfen „ritzen, zur Ader lassen“, und kopf „Schale, Trinkgefäß, Hirnschale“. Der Schröpfkopf oder das Schröpfglas (lateinisch cucurbitula und ventosa, mittelhochdeutsch vintuse) ist ein kleines, kugelförmiges Glasgefäß, das als Hilfsmittel zum Erzeugen eines Unterdruckes beim Schröpfen verwendet wird. Der Durchmesser beträgt 3 bis 8 cm.
Es besitzt eine Öffnung mit einem abgerundeten, oft auch flach nach außen zurückgebogenen Rand. Damit wird ein schmerzhafter Druck des Randes auf die Haut vermieden und eine gute Abdichtung erreicht.
Eine Bauform hat außerdem ein angesetztes Glasrohr, durch das mit Hilfe eines aufgesteckten Gummibalges die Luft abgepumpt werden kann.
Schröpfköpfe waren bereits in der römischen Antike bekannt unter dem Namen Cucurbitula und häufig als ein Symbol der Ärzte bildlich dargestellt worden. 
Die antiken Schröpfköpfe gab es in zwei Bauformen:
- bronzene Schröpfköpfe in Pilzform, in denen zum Erzeugen des Unterdruckes Scharpie verbrannt wurde. Hier gibt es archäologische Fundstücke.
- Schröpfköpfe aus Horn (Hörnlein)[1] oder anderem Material, in denen das Vakuum durch Aussaugen der Luft durch ein kleines Loch erzeugt wurde, das danach mit Wachs verschlossen wurde. Diese sind nur schriftlich überliefert.